# Roberto Marafante
Roberto Marafante (* 10. März 1954 in Rom) ist ein italienischer Theaterregisseur und Dramatiker.

## Leben
Marafante debütierte bereits 1971 als Schauspieler; nach Abschluss in Architektur und Kompositions-Diplom am „Konservatorium A. Casella dell'Aquila“ trat Marafante in erster Linie als Theaterregisseur in Erscheinung. Mit der von ihm gegründeten „Gruppo Teatro G“ – später in „La Bilancia“ umbenannt – inszenierte er Goldoni und moderne Stücke. Daneben schrieb er zahlreiche Stücke wie „Perché una rondine“, „Il segreto della piramide“, „Protegge il lupo!“ und „La festa immaginaria“. Neben einigen Mitarbeitern u. a. bei Lina Wertmüller inszenierte Marafante 1992 den Spielfilm Signorina Giulia, der mit staatlicher Förderung nach Paragraph 28 finanziert wurde und nur im Fernsehen zu sehen war. Neben Tätigkeiten als Schauspiellehrer war Marafante mit Stücken für Kinder erfolgreich.

## Filmografie
- 1992: Signorina Giulia
- 2005: Montagna serena